# Temelucha biguttula
Temelucha biguttula är en stekelart som först beskrevs av Matsumura 1910.  Temelucha biguttula ingår i släktet Temelucha och familjen brokparasitsteklar. Inga underarter finns listade i Catalogue of Life.